# Kasteel van Aubenas
Het Kasteel van Aubenas (Frans: Château d'Aubenas) is een kasteel in de Franse gemeente Aubenas. Het kasteel is een beschermd historisch monument sinds 1943. Rondom het kasteel lag vroeger een slotgracht.
Het kasteel is ontstaan als een donjon gebouwd door de heer van Montlaur, een vazal van de bisschop van Le Puy. In de 12e en 13e eeuw werd een burcht met een slotgracht en ophaalbrug rond deze toren van 25 m hoog gebouwd. De ronde hoektorens zijn 13e-eeuws.
In de 17e eeuw liet Jean-Baptiste D'ornano het kasteel verfraaien. Er kwamen meer vensters en hij liet de daken dekken in de stijl van Bourgondische daken. Na de Franse Revolutie werd het kasteel gebruikt als gemeentehuis en dit bleef zo tot 1985.